# Икарус 451М
Икарус 451М  је југословенски експериментални, двомоторни, нискокрилни авион металне конструкције са млазним моторима. Конструисао га је Драгољуб Бешлин. Авион Икарус 451М је први пут полетео 25. октобра 1952, а у служби у ЈРВ је био од 1952. до 1959. године. То је био први авион на млазни погон домаће производње. Убрзо затим пројектована је и модификована верзија овог авиона који је добио назив Икарус S 451M Зоља.

## Пројектовање и развој
Конструкторска група бр. 9 Генералне дирекције ваздухопловне индустрије (ГДВИ) чији је руководилац био наш већ познати конструктор авиона Драгољуб Бешлин је негде у зиму 1951/52. године добила задатак да пројектује млазни авион малих димензија са два млазна мотора – Turbomeca Palas од по 147 daN потиска.
Циљ је био да се пројектује и изради млазни авион који ће бити способан да полети јер Југославија је морала да покаже свету да је способна да направи млазни авион. Тако је настао авион Икарус 451М, први југословенски млазни авион који је мада предвиђен као лаки јуришник у ствари је био само експериментални авион који није ни ушао у серијску производњу. Настао је на основу претходне Бешлинове конструкције авиона Икарус 451 који је био са клипним моторима.
Убрзо након успеха са авионом Икарус 451М у конструкторској групи бр.9 се почело са пројектовањен новог млазног авиона Икарус S 451M "Зоља". Конструисање новог авиона је трајало од 1952. до 1954. године а један прототип новог авиона је направљен у предузећу Икарус из Земуна у току 1954. године. Први пробни лет овај авион је обавио 18. август 1954.

## Варијанте
- Икарус 451М - авион са млазним моторима у гондолама испод крила авиона, наоружан једним топом калибра 20 mm.
- Икарус S 451М - Зоља - са млазним моторима уграђеним у крила авиона и није био наоружан

## Оперативно коришћење
С обзиром да је авион Икарус 451М био први авион на млазни погон који се налазио у наоружању ЈРВ служио је све време за обуку како техничког особља тако и пилота. На авионима 451M су вршена испитивања од 1952. до 1959. године. Авион се све време налазио у Ваздухопловном опитном центру у Батајници (ВОЦ-у). Иако је авион био малих димензија био је то велики корак у освајању млазне технологије у нашем ратном ваздухопловству. На бази овог авиона развијена је читава гама њему сличних експерименталних авиона а стечена знања су касније коришћена за пројектовање нових генерација млазних авиона у ЈРВ.
После детаљних испитивања и коришћења у ВОЦ-у, авион Икарус S 451М није био наоружан, па је преко ВСЈ 1960. године регистрован као цивилни авион у групи спортских авиона са млазним моторима малог потиска. Авион је добио цивилне регистрационе ознаке YU-COH.
На том авиону пилот Иво Чрњајић из земунског аероклуба „Фрањо Клуз” је 19. маја 1960. године, постигао рекорд у брзини за класу авиона I-C од 501 km/ч, који није био оборен наредних пет година. После 1962. г. авион је враћен у ВОЦ, где је остао до 1968. г. Овим авионом је постигнуто неколико рекорда у категорији лаких млазних спортских авиона а успешно је коришћен и на ваздухопловним митинзима.

## Сачувани примерак авиона Икарус 451М
Изложени примерак авиона Икарус 451M који је изложен у Музеју ваздухопловства на аеродрому "Никола Тесла" у Београду је прототип који је први пут полетео са пробним пилотом капетаном Тугомиром Пребегом 25. октобра 1952. године. Авион је израђен у једном примерку и летео је до 1959. године, када је расходован да би 1961. био предат Музеју ваздухопловства.

## Земље које су користиле овај авион
| - Југославија-ФНРЈ/СФРЈ |